# Crawford County, Missouri
Crawford County är ett administrativt område i delstaten Missouri, USA, med 24 696 invånare. Den administrativa huvudorten (county seat) är Steelville.

## Geografi
Enligt United States Census Bureau har countyt en total area på 1 926 km². 1 923 km² av den arean är land och 3 km² är vatten.

### Angränsande countyn
- Franklin County - nord
- Washington County - öst
- Iron County - sydost
- Dent County - syd
- Phelps County - väst
- Gasconade County - nordväst